# Samuel Roy Burston
Sir Samuel Roy Burston KBE, CB, DSO, VD, FRCP, FRCPE, FRACP, avstralski general in zdravnik, * 21. marec 1888, † 21. avgust 1960.